# 福田镇 (巫山县)
福田镇，是中华人民共和国重庆市巫山县下辖的一个乡镇级行政单位。

## 行政区划
福田镇下辖以下地区：
三桥社区、桥头村、松柏村、莲花村、段家村、胡家村、茶山村、双塘村、轿子村、双凤村、浑水村、凉水村、栗子村、金字村、高桥村、水口村、跑马村、椿树村、金凤村、凌云村、天宫村和白龙村。